# Фёдоров, Михаил Павлович
Михаи́л Па́влович Фёдоров (1845, Курск, Российская империя — 1925, Ленинград, СССР) — русский публицист, военный корреспондент и предприниматель, член II Государственной думы от города Санкт-Петербурга. Личный почётный гражданин, дворянин.

## Биография

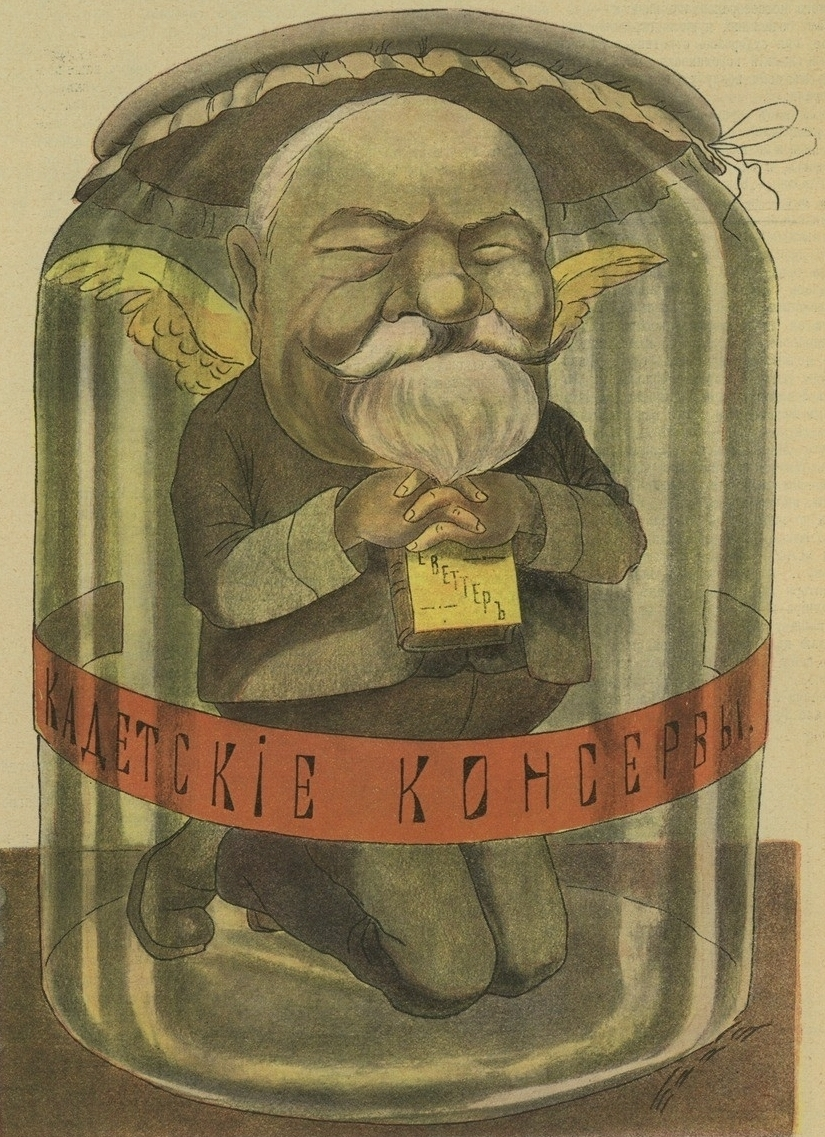
Карикатура Боба.

Родился 6 февраля 1845 года в Курске. В 1863 году окончил Воронежский кадетский корпус, в течение семи лет служил офицером в армии. Затем окончил юридический факультет Московского университета со степенью кандидата прав.
Занимался публицистикой. Во время сербско-турецкой войны 1876—1877 годов был военным корреспондентом газеты «Русские ведомости», в русско-турецкую войну 1877—1878 годов — корреспондентом журнала «Всемирная иллюстрация», также писал заметки и статьи в «Illustrated London News».
Занимался экономическими исследованиями, среди прочего исследованиями хлебной торговли. Был членом правления и учредителем Общества Семиреченской железной дороги, директором правления Рязанско-Уральской железной дороги и президентом общего съезда представителей русских железных дорог. Состоял представителем железных дорог в Тарифном совете, входил в высший комитет по обследованию железных дорог России. Кроме того, был членом совета Русского торгово-промышленного банка и председателем Общества Петербургских портовых зерноподъемов и складов и торгово-промышленного отделения Общества востоковедения. Стал учредителем и председателем Общества финансовых реформ.
В 1904 году был избран гласным Санкт-Петербургской городской думы. В 1905 входил в состав делегации земских и городских деятелей к Николаю II. После провозглашения Октябрьского манифеста вступил в партию кадетов, был её казначеем.
В феврале 1907 года был избран членом II Государственной думы от города Санкт-Петербурга. Входил в конституционно-демократическую фракцию. Состоял докладчиком и председателем бюджетной комиссии, а также членом финансовой комиссии.
В 1909—1918 годах был редактором журнала «Городское дело», издававшегося Л. А. Велиховым. Был членом одной из лож ВВНР.
Во время Первой мировой войны состоял членом Петроградского комитета Всероссийского союза городов, членом Городского комитета по сбору и распределению пожертвований на нужды, вызываемые военным временем. Входил в Общество славянской взаимности, был членом «Прогрессивного кружка».
На 1916 год был представителем частных железных дорог в Совете по железнодорожным делам Министерства путей сообщения.
После революции остался в России. Скончался в 1925 году в Ленинграде. Похоронен на Литераторских мостках Волковского кладбища.